# Rybník (kraj pardubicki)
Rybník (niem. Rybnik) – wieś i gmina w Czechach, w powiecie Uście nad Orlicą, w kraju pardubickim. Według danych z dnia 1 stycznia 2013 liczyła 821 mieszkańców.